# Michał Daszczyszak
Michał Daszczyszak (ur. 19 stycznia 1966)  – doktor inżynier elektrotechnik, prezes Stowarzyszenia Małopolskie Centrum Edukacji w Krakowie.

## Historia

### Wykształcenie
Po ukończonych studiach elektrotechnicznych na krakowskim AGH, uzyskał tytuł inżyniera, a następnie w 1990 roku postarał się również o tytuł magistra. Sześć lat później, posiadał już tytuł doktora tej samej uczelni.
Ukończył studia podyplomowe z zarządzania na Uniwersytecie Ekonomicznym w Krakowie.

### Działalność
Od 1989 roku był pracownikiem naukowo-dydaktycznym w AGH na Wydziale Elektrotechniki, Elektroniki, Informatyki i Inżynierii Medycznej.
W latach 2007–2010 pełnił funkcję prezesa Polskiego Klubu Ekologicznego (okręg małopolski). Dodatkowo, jest prezesem i założycielem Stowarzyszenia Małopolskiego Centrum Edukacji (MEC), na rzecz którego silnie angażuje się w działalność społeczną. MEC zajmuje się edukacją historyczną, patriotyczną i obywatelską młodzieży, a także działalnością wydawniczą.
Jest członkiem zarządu Unii Polskich Ugrupowań Monarchistycznych, członkiem Stowarzyszenia Szlachty Wielkopolskiej, Stowarzyszenia Potomków Sejmu Wielkiego, Polskiego Towarzystwa Heraldycznego.
Pełni funkcję przeora Krakowskiej Konfraterni Orderu św. Stanisława oraz jest członkiem Wielkiej Kapituły Orderu Św. Stanisława.
Od kilku lat jest członkiem Rady Nadzorczej Solne Miasto, wydał ok. 5 publikacji (zobacz: publikacje).
Był członkiem Komitetu Sterującego ds. Konsultacji Społecznych przy UMK.

### Życie prywatne
Michał jest synem Zbigniewa Daszczyszaka i Heleny Matys. Około 1990 roku wziął ślub z Ewą Jordan. Para ma dwójkę dzieci, Rafała i Agnieszkę .

## Odznaczenia
Michał Daszczyszak został odznaczony Orderem Św. Stanisława (I klasy), Krzyżem Rycerskim (I klasy, z gwiazdą orderową) oraz Krzyżem Św. Michała Archanioła.
Młodszy brat jego dziadka, Michał Daszczyszak (zm. w 1971), służył w Batalionie ON „Brasław”, 5 Pułku Strzelców Podhalańskich i 14 Pułku Piechoty (PSZ).

## Publikacje
- Occupational risk connected with live line works (Warszawa, 2010),
- Czas upadku czas postępu – okres stanisławowski 1764–1795 (Kraków, 2014),
- Wolne Miasto Kraków 1815–1846. Ludzie – Wydarzenia. Tradycja (Kraków, 2015),
- Signposts (Kraków, 2016),
- Rola Krakowa w odzyskaniu niepodległości (Kraków, 2017).